# Hotell Intourist Palace

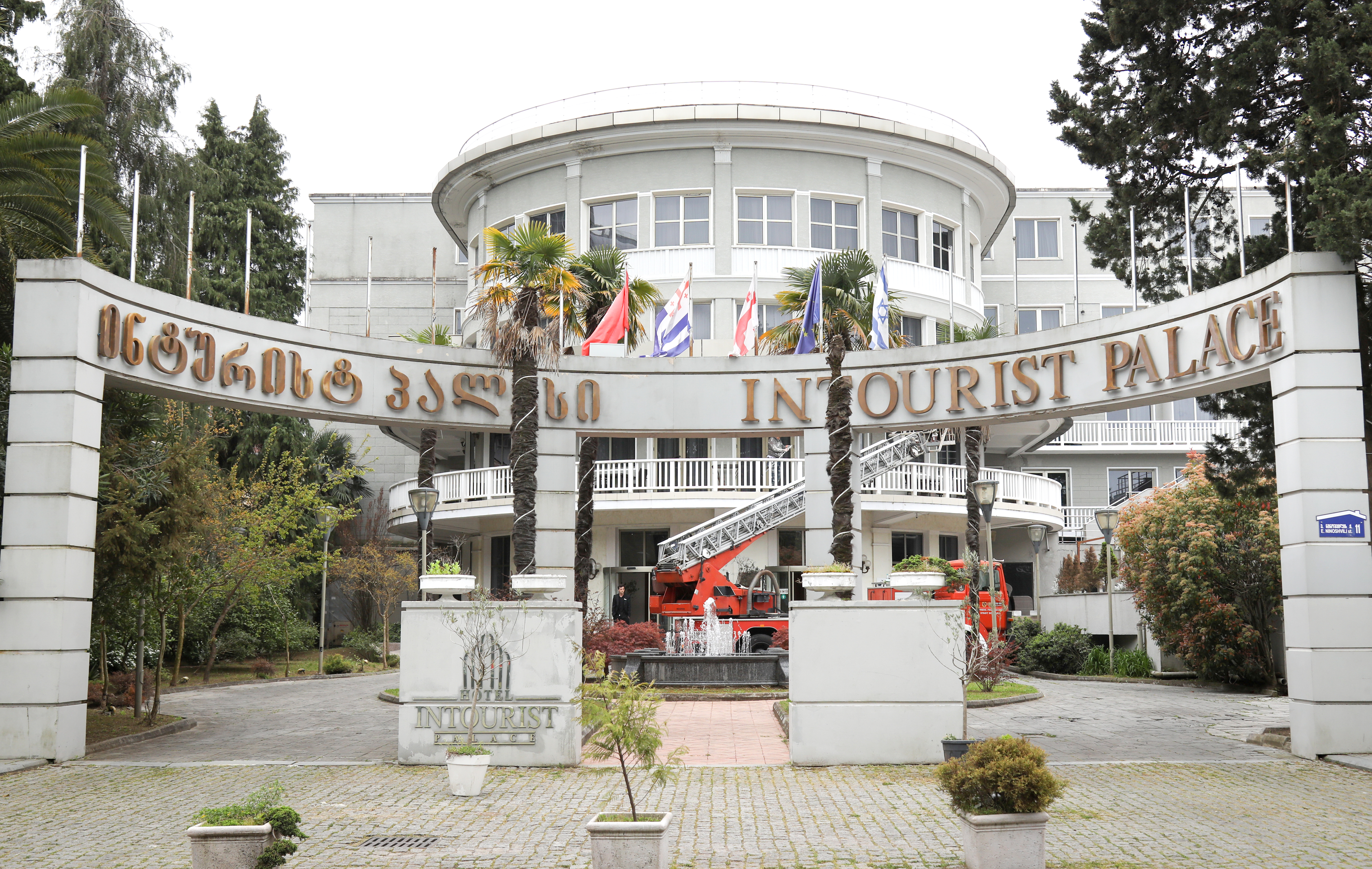
Hotell Intourist Palace.

Hotell Intourist Palace är ett lyxhotell i Batumi, Georgien.
Hotellet är beläget i centrum av Batumi, vid boulevarden vid Svarta havet. Hotellet byggdes på 1940-talet och sedan dess har det bott över 450 000 utländska resenärer, politiker, diplomater, affärsmän och idrottare. Internationella konferenser har även hållits på hotellet.
På hotellet finns bland annat två restauranger, en utomhuspool, en bankomat i lobbyn, ett spa med bastu, ett turkiskt bad och ett gym.

### Fotnoter
1. ↑  ”Om Hotel Intourist Palace”. Arkiverad från originalet den 27 mars 2008. https://web.archive.org/web/20080327132022/http://www.intouristpalace.com/index_eng.php?lng=eng. Läst 1 juni 2011.
2. ↑  ”"Batumi: Hotel Intourist Palace (Hotel)"”. Arkiverad från originalet den 23 juli 2012. https://web.archive.org/web/20120723003337/http://hotels.lonelyplanet.com/georgia/batumi-r1975110/hotel-intourist-palace-p1010169/. Läst 1 juni 2011.